# 圣昂德罗尼
圣昂德罗尼（法語：Saint-Androny，法語發音：[sɛ̃.t‿ɑ̃dʁɔni]）是法国吉伦特省的一个市镇，位于该省西北部，属于布莱区。

## 地理
圣昂德罗尼（45°11'23"N, 0°38'59"W）面积11.65 平方千米，位于法国新阿基坦大区吉倫特省，该省份为法国西南部沿海省份，是法國本土面积最大的省，北起滨海夏朗德省，西临大西洋，南至朗德省，东南接洛特-加龍省，东临多爾多涅省。
与圣昂德罗尼接壤的市镇（或旧市镇、城区）包括：布罗和圣路易、圣热内斯德布莱、昂格拉德、富尔、波亚克、圣于连-贝什韦勒、圣埃斯泰夫。

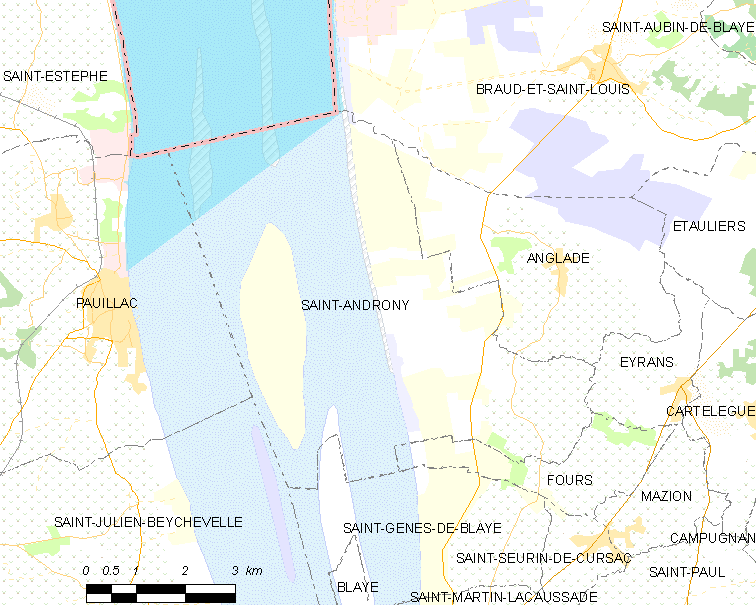
圣昂德罗尼的OSM定位图

圣昂德罗尼的时区为UTC+01:00、UTC+02:00（夏令时）。

## 行政
圣昂德罗尼的邮政编码为33390，INSEE市镇编码为33370。

## 政治
圣昂德罗尼所属的省级选区为河口县。

## 人口

1962-2008年间圣昂德罗尼人口变化图示

圣昂德罗尼于2022年1月1日时的人口数量为582人。